# 혼다 다다쓰네 (1656년)
혼다 다다쓰네(일본어: 本多忠恒, 1656년 ~ 1704년 12월 6일)는 에도 시대 전기의 다이묘이다. 가와치 니시다이 번 초대 번주를 지냈다. 이세 간베번 번조(다다쓰네류 혼다 분가).
제제번주 혼다 야스마사의 차남으로 태어났다. 자식은 차남 다다무네 등이 있다.
|  | 제1대 니시다이 번 번주 (혼다 히코하치로가) 1679년 ~ 1704년 | 후임 공석(혼다 다다무네) |